# Mastotermitidae
Mastotermitidae zijn een familie van insecten die behoort tot de orde termieten (Isoptera).

## Naam en indeling
De wetenschappelijke naam van de groep werd voor het eerst voorgesteld door Jules Desneux in 1904. 
De familie is tegenwoordig monotypisch en wordt alleen vertegenwoordigd door de soort Mastotermes darwiniensis. Daarnaast zijn er nog tien uitgestorven geslachten bekend.

## Verspreiding en habitat
De uitgestorven soorten kwamen wereldwijd voor, maar de soort Mastotermes darwiniensis is alleen te vinden in noordelijk Australië. 